# Reprezentacja Rosji w rugby union mężczyzn
Reprezentacja Rosji w rugby mężczyzn (ros. Сборная России по регби) – zespół rugby, biorący udział w imieniu Rosji w meczach i sportowych imprezach międzynarodowych, powoływany przez selekcjonera, w którym mogą występować wyłącznie zawodnicy posiadający obywatelstwo rosyjskie. Za jego funkcjonowanie odpowiedzialny jest Związek Rugbistów Rosji. Drużyna występuje w Europejskiej 1 dywizji.

## Historia
Związek Radziecki upadł w 1991, co umożliwiło powstanie reprezentacji Rosji. Jednak uczestnictwo ZSRR w Pucharze FIRA 1990/1992 zmuszało do rozegrania pierwszego meczu dopiero po zakończeniu rozgrywek pucharowych. Pierwszy oficjalny mecz Rosjanie rozegrali 6 czerwca 1992 przeciwko drużynie Barbarian F.C., wygrywając 27:23. Do 2010, rosyjskiemu zespołowi nie udawało się awansować na Puchar Świata. W 2010, „Sborna” zajęła drugie miejsce w rozgrywkach Dywizji 1 Pucharu Narodów Europy i uzyskała awans na turniej do Nowej Zelandii.

## Udział w Pucharze Świata
| 1987 | Nie brała udziału, była częścią ZSRR | –                      |
| 1991 | Nie brała udziału, była częścią ZSRR | –                      |
| 1995 | Nie zakwalifikowała się              | –                      |
| 1999 | Nie zakwalifikowała się              | –                      |
| 2003 | Nie zakwalifikowała się              | –                      |
| 2007 | Nie zakwalifikowała się              | –                      |
| 2011 | Awans                                | Faza grupowa (1 punkt) |
| 2015 | Nie zakwalifikowała się              |                        |
| 2019 | Awans                                |                        |